# Tomislav Radić
Tomislav Radić (Zagreb, 8. prosinca 1940. – Zagreb, 7. ožujka 2015.), hrvatski redatelj, producent i scenarist.

## Filmografija

### Režija
- "Živa istina" (1972.)
- "Ljubavnik" (1973.)
- "Timon" (1973.)
- "Kao u lošem romanu" (1974.)
- "Njih troje" (1976.)
- "I tako dalje" (1977.)
- "Ljubica" (1979.)
- "Ifigenija u Aulidi" (1983.)
- "Luka" (1992.)
- "Anđele moj dragi" (1995.)
- "Stilske vježbe" (2001.)
- "Holding" (2001.)
- "Osvajanja Ljudevita Posavca" (2004.)
- "Što je Iva snimila 21. listopada 2003." (2005.)
- "Tri priče o nespavanju" (2008.)
- "Kotlovina" (2011.)

### Scenarij
- "Živa istina" (1972.)
- "Timon" (1973.)
- "I tako dalje" (1977.)
- "Ljubica" (1979.)
- "Pijanist" (1983.)
- "Luka" (1992.)
- "Anđele moj dragi" (1995.)
- "Stilske vježbe" (2001.)
- "Holding" (2001.)
- "Osvajanja Ljudevita Posavca" (2004.)
- "Što je Iva snimila 21. listopada 2003." (2005.)
- "Tri priče o nespavanju" (2008.)
- "Kotlovina" (2011.)

### Produkcija
- "Anđele moj dragi" (1995.)
- "Tri priče o nespavanju" (2008.)
- "Kotlovina" (2011.)

## Vanjske poveznice
- Tomislav Radić u internetskoj bazi filmova IMDb-u (engl.)